# Ștefan Iordache
Ștefan Iordache (n. 3 februarie 1941, Calafat, Județul Dolj România – d. 14 septembrie 2008, Viena, Austria) a fost un actor român de teatru, radio, voce, film și televiziune.
A jucat în teatrul românesc vreme de 49 de ani, interpretând roluri ca Titus Andronicus, Hamlet, Richard al III-lea sau Barrymore. A avut de asemenea o îndelungată colaborare cu Teatrul Național Radiofonic și Teatrul Național de Televiziune și a jucat în numeroase filme.

## Biografie
Ștefan Iordache și-a petrecut copilăria la Calafat, la bunicii din partea mamei dar a venit cu părinții în capitală la o vârstă fragedă și și-a petrecut copilăria în continuare în cartierul Rahova din București, într-o familie de oameni simpli, care și-au dorit ca fiii lor să învețe carte. În școală a fost bun la matematică și științele exacte. Studiile teatrale nu au fost prima lui alegere. A dat la teatru abia după ce a picat, la 16 ani, examenul de admitere la Medicină. După acest eșec, întâmplarea a făcut să fie inclus în brigada artistică a unei cooperative. În anul următor, 1959, a dat la Teatru și a fost admis ultimul la IATC, la clasa Dinu Negreanu. În 1964 a absolvit secția de Actorie a institutului printre primii și a avut o carieră artistică încununată de succes. A debutat în cinematografie în 1964, în pelicula Străinul, în regia lui Mihai Jacob. Ultimul său rol a fost Prințul Potemkin, în piesa Ecaterina cea Mare, de George Bernard Shaw, pusă în scenă, în 2008 la Teatrul Național București.
Ștefan Iordache a fost și un foarte bun interpret de muzică ușoară. Este celebru cuplul Ștefan Iordache - Sanda Ladoși care au interpretat o serie de cântece înregistrate pe mai multe CD-uri.
Astfel în anul 1995 apare la Casa de Discuri Roton, CD-ul „... între noi mai e un pas” în care toate melodiile sunt compuse de Dan Iagnov. „... între noi mai e un pas” (compozitor Dan Iagnov, textieră Andreea Andrei, interpreți Ștefan Iordache-Sanda Ladoși), „Eu vreau să-ți spun că te ador” (compozitor Dan Iagnov, textier Eugen Rotaru, interpreți Ștefan Iordache-Sanda Ladoși), „În noi visează un copil” (compozitor Dan Iagnov, textieră Andreea Andrei, interpreți Ștefan Iordache-Sanda Ladoși), „Il est tard de partir” (compozitor Dan Iagnov, textieră Rodica Grigoriu, interpreți Ștefan Iordache-Sanda Ladoși). Pe același disc apare și duetul Ștefan Iordache - Elena Cârstea în cântecul „Cântec de Crăciun” (compozitor Dan Iagnov, textieră Andreea Andrei). Cântecele „Dar vei veni” (compozitor Dan Iagnov, textier Dan V. Dumitriu) și „De câte ori pe înserat (compozitor Dan Iagnov, textier Miron Radu Paraschivescu) Ștefan Iordache le cântă solo.
În anul 2006 apare la Casa de Discuri OVO MUSIC CD-ul „Best of Dan Iagnov” în care o serie de cântece sunt interpretate de Ștefan Iordache fie în cuplu fie solo: „Eu vreau să-ți spun că te ador (compozitor Dan Iagnov, textier Eugen Rotaru, interpreți Ștefan Iordache-Sanda Ladoși), „În noi visează un copil” (compozitor Dan Iagnov, textieră Andreea Andrei, interpreți Ștefan Iordache - Sanda Ladoși), „Cântec de Crăciun” (compozitor Dan Iagnov, textieră Andreea Andrei, interpreți Ștefan Iordache - Elena Cârstea), „Sunt doar un poet” (compozitor Dan Iagnov, textier Eugen Rotaru, interpret Ștefan Iordache), „Între noi mai e un pas” (compozitor Dan Iagnov, textieră Andreea Andrei, interpreți Ștefan Iordache - Sanda Ladoși).
În anul 2007 Ștefan Iordache înregistrează un disc de autor intitulat „Magazinul meu de vise” la Casa de Discuri Roton. Toate melodiile sunt compuse de Dan Iagnov pe versuri de Andreea Andrei: „Nu știam că te iubesc atât de mult”, „Mai mult decât oricând”, „Ah femeia!”, „Trecătorul”, „Viața noastră este un tangou”, „Ți-am dăruit o floare”, „Nu te întreb” și „Magazinul meu de vise”. Trei dintre cântece sunt în duet cu Monica Anghel: „Mai mult decât oricând”, „Viața noastră este un tangou” și „Nu te întreb”. Cântecul „Nu știam că te iubesc atât de mult” Ștefan Iordache i l-a dedicat soției sale Mihaela Tonitza.
În anul 2008 Jurnalul Național Vol. 67 scoate o ediție specială „Ștefan Iordache. Muzică de colecție”, cu un CD care conține poezii și melodii interpretate de Ștefan Iordache. Printre acestea sunt și cinci melodii compuse de Dan Iagnov, textieră Andreea Andrei și anume: „Nu știam că te iubesc atât de mult”, „Ah femeia!”, „Trecătorul”, „Ți-am dăruit o floare” și „Magazinul meu de vise”.
Dan Iagnov în colaborare cu Dan V. Dumitriu a compus pentru Ștefan Iordache și Angela Similea muzicalul „Adio femei” în regia lui Mihai Berechet, muzical care s-a jucat timp de 4 ani (1990 - 1994) cu săli pline. Printre cântecele de mare succes cântate în acest muzical de către cei doi interpreți, sunt: „Te-ncearcă viața uneori”, „Cât aș fi vrut”, „E viața mea”, „Timpul s-a oprit stingher”, „Dar vei veni”, „Dormi iubite dormi”, „Ploaia s-a oprit”, „Cum oare știi”, „O zi aș vrea”, „În zbor”, „Sunt umbra ta” toate sunt compuse de Dan Iagnov textier Dan V. Dumitriu.
În anul 1994 Ștefan Iordache participă, împreună cu Sanda Ladoși la Festivalul național de muzică ușoară de la Mamaia - secțiunea „Șlagăre” cu cântecul „Și între noi mai e un pas” compozitor Dan Iagnov, textieră Andreea Andrei, câștigând locul II.
În anul 1995 Ștefan Iordache participă, din nou, împreună cu Sanda Ladoși, la Festivalul de Muzică Ușoară „Mamaia” - secțiunea „Șlagăre” cu cântecul „Eu vreau să-ți spun că te ador”, compozitor Dan Iagnov, textier Eugen Rotaru, câștigând locul III.
Ștefan Iordache a apărut în o serie de videoclipuri realizate la TVR 1 și ANTENA 1.
TVR 1
1. „Cântec de Crăciun”. Regia: Luminița Dumitrescu. Muzica: Dan Iagnov, Interpreți: Ștefan Iordache - Elena Cârstea
2. „Între noi mai e un pas”. Regia: Luminița Dumitrescu. Muzica: Dan Iagnov, Interpreți: Ștefan Iordache - Sanda Ladoși
3. „Eu vreau să-ți spun că te ador”. Regia: Luminița Dumitrescu. Muzica: Dan Iagnov, Interpreți: Ștefan Iordache - Sanda Ladoși
4. „Nu mă iubi”. Regia: Luminița Dumitrescu. Muzica: Dan Iagnov, Interpreți: Ștefan Iordache - Sanda Ladoși
5. „În noi visează un copil”. Regia: Sergiu Ionescu, Eugen Dumitru, Ovidiu Dumitru. Muzica: Dan Iagnov, Interpreți: Ștefan Iordache - Sanda Ladoși
6. „Sunt doar un poet”. Regia: Eugen Dumitru, Ovidiu Dumitru. Muzica: Dan Iagnov, Interpret: Ștefan Iordache

ANTENA 1
- „Singur printre oameni”. Regia: Șerban Marinescu. Muzica: Dan Iagnov, Interpreți: Ștefan Iordache - Petruța Mihai

A fost căsătorit timp de 40 de ani cu nepoata pictorului Nicolae Tonitza, Mihaela Tonitza-Iordache, teatrolog și profesor universitar. Nu a avut copii.
Ștefan Iordache s-a stins din viață la 14 septembrie 2008 într-un spital din Viena. Actorul suferea de leucemie. A fost înmormântat cu onoruri militare în comuna Gruiu.

## Filmografie
- 1964 – Străinul
- 1965 – Gaudeamus igitur
- 1966 – Calea Victoriei sau cheia visurilor
- 1967 – Dacii - dublaj de voce
- 1967 – Un film cu o fată fermecătoare
- 1972 – Adio dragă Nela
- 1973 – Proprietarii
- 1974 – Constantin Brâncoveanu
- 1977 – Războiul Independenței
- 1978 – Ediție specială
- 1978 – Doctorul Poenaru
- 1978 – Avaria
- 1980 – Bietul Ioanide
- 1980 – Bună seara, Irina!
- 1981 – Pruncul, petrolul și ardelenii
- 1981 – Întoarce-te și mai privește o dată
- 1981 – De ce trag clopotele, Mitică?
- 1982 – Înghițitorul de săbii
- 1982 – Concurs
- 1984 – Glissando
- 1985 – Ciuleandra
- 1986 – O clipă de răgaz
- 1986 – Noi, cei din linia întâi
- 1988 – Prințul negru - film de televiziune
- 1989 – Noiembrie, ultimul bal
- 1989 – Cei care plătesc cu viața
- 1990 – Drumeț în calea lupilor
- 1991 – Vinovatul
- 1992 – Hotel de lux
- 1993 – Cel mai iubit dintre pămînteni
- 1994 – Începutul adevărului (Oglinda)
- 1996 – Eu sunt Adam
- 1997 – Omul zilei
- 2004 – Faraonul
- 2007 – Ticăloșii
- 2007 – Agentul VIP

## Premii și distincții
- Premiul ACIN, în anul 1978, pentru rolul său din filmul Ediție specială, regizat de Mircea Daneliuc.
- Premiul ACIN, în anul 1984, pentru rolul său din filmul Glissando, regizat de Mircea Daneliuc.
- Premiul ACIN, în anul 1989, pentru rolul său din filmul Noiembrie, ultimul bal, regizat de Dan Pița.
- Premiul UNITER pentru cel mai bun actor, în anul 2001, pentru rolul titular din Barrymore, în regia lui Gelu Colceag.
- Premiul de Excelență în cinematografia românească la Festivalul Internațional de Film Transilvania, 2006

## Decorații
- Ordinul național „Serviciul Credincios” în grad de Ofițer (1 decembrie 2000) „pentru realizări artistice remarcabile și pentru promovarea culturii, de Ziua Națională a României”[7]

### Ștefan Iordache pe IMDb
- ro  Ștefan Iordache la Internet Movie Database

### Videoclipuri muzicale
- Melodia Nu mă iubi - interpretare a duetului Ștefan Iordache — Sanda Ladoși
- Melodia Eu vreau să-ți spun că te ador în interpretarea duetului Ștefan Iordache și Sanda Ladoși -  Arhiva TVR
- Melodia Te-ncearcă viața uneori  în interpretarea duetului Angela Similea și Stefan Iordache -
- Angela Similea & Stefan Iordache - E viata mea, din arhiva TVR

### Diverse articole și prezentări
- Ștefan Iordache, fermecat de lăutari și de vinul bun, 16 septembrie 2008, Evenimentul zilei
- EXCLUSIV 80 de interviuri cu Ștefan Iordache într-un film, 26 ianuarie 2011, Aura Clara Marinescu, Emilia Sava, Adevărul
- Actorul–Rege, „cu un înger pe umăr“, 17 septembrie 2011, Ludmila Patlanjoglu, Adevărul
- Ștefan Iordache: Actorul a părăsit Teatrul în aplauze, 17 septembrie 2008, Florin Condurățeanu, Jurnalul Național
- Ștefan Iordache a fost înmormântat cu onoruri militare (Galerie Foto), 17 septembrie 2008, Mediafax
- TEATRU. Adio, domnule Iordache!, Iulia Popovici, Observator cultural - numărul 442, septembrie 2008
- Stefan Iordache ar fi împlinit 73 de ani. Zece secrete pe care le-a aflat într-o viață, 3 februarie 2014, Dan Boicea, Ziarul Metropolis

### Interviuri
- "Socotesc ca fiecare zi pe care o traiesc este un dar divin", Formula AS - anul 2002, numărul 497
- INTERVIU Ștefan Iordache: „Mi-a plăcut să trăiesc, să exist“, 8 decembrie 2013, Ziarul Metropolis
- Acasa la Stefan Iordache - "Iubesc acest pamant, mai presus de orice", Silvia Kerim, Formula AS - anul 2008, numărul 842